# Trophée du meilleur prospect de la Ligue canadienne de hockey
Le Trophée du meilleur prospect de la Ligue canadienne de hockey (en anglais : CHL Top Draft Prospect Award) est un trophée de hockey sur glace remis annuellement depuis 1991 au joueur de la Ligue canadienne de hockey classé comme le meilleur espoir en vue du repêchage de la Ligue nationale de hockey.

## Gagnant du trophée
| Saison | Récipiendaire                                               | Équipe                                                      | Ligue                                                       |                                                             |
| ------ | ----------------------------------------------------------- | ----------------------------------------------------------- | ----------------------------------------------------------- | ----------------------------------------------------------- |
| 1991   | Eric Lindros                                                | Generals d'Oshawa                                           | LHO                                                         |                                                             |
| 1992   | Todd Warriner                                               | Spitfires de Windsor                                        | LHO                                                         |                                                             |
| 1993   | Alexandre Daigle                                            | Tigres de Victoriaville                                     | LHJMQ                                                       |                                                             |
| 1994   | Jeff O'Neill                                                | Storm de Guelph                                             | LHO                                                         |                                                             |
| 1995   | Bryan Berard                                                | Red Wings Junior de Détroit                                 | LHO                                                         |                                                             |
| 1996   | Chris Phillips                                              | Raiders de Prince Albert                                    | LHOu                                                        |                                                             |
| 1997   | Joe Thornton                                                | Greyhounds de Sault Ste. Marie                              | LHO                                                         |                                                             |
| 1998   | Vincent Lecavalier                                          | Océanic de Rimouski                                         | LHJMQ                                                       |                                                             |
| 1999   | Pavel Brendl                                                | Hitmen de Calgary                                           | LHOu                                                        |                                                             |
| 2000   | Rostislav Klesla                                            | Battalion de Brampton                                       | LHO                                                         |                                                             |
| 2001   | Jason Spezza                                                | Spitfires de Windsor                                        | LHO                                                         |                                                             |
| 2002   | Jay Bouwmeester                                             | Tigers de Medicine Hat                                      | LHOu                                                        |                                                             |
| 2003   | Aucun gagnant                                               | Aucun gagnant                                               | Aucun gagnant                                               |                                                             |
| 2004   | Aucun gagnant                                               | Aucun gagnant                                               | Aucun gagnant                                               |                                                             |
| 2005   | Aucun gagnant                                               | Aucun gagnant                                               | Aucun gagnant                                               |                                                             |
| 2006   | Jordan Staal                                                | Petes de Peterborough                                       | LHO                                                         |                                                             |
| 2007   | Patrick Kane                                                | Knights de London                                           | LHO                                                         |                                                             |
| 2008   | Steven Stamkos                                              | Sting de Sarnia                                             | LHO                                                         |                                                             |
| 2009   | John Tavares                                                | Knights de London                                           | LHO                                                         |                                                             |
| 2010   | Tyler Seguin                                                | Whalers de Plymouth                                         | LHO                                                         |                                                             |
| 2011   | Ryan Nugent-Hopkins                                         | Rebels de Red Deer                                          | LHOu                                                        |                                                             |
| 2012   | Naïl Iakoupov                                               | Sting de Sarnia                                             | LHO                                                         |                                                             |
| 2013   | Seth Jones                                                  | Winterhawks de Portland                                     | LHOu                                                        |                                                             |
| 2014   | Sam Bennett                                                 | Frontenacs de Kingston                                      | LHO                                                         |                                                             |
| 2015   | Connor McDavid                                              | Otters d'Érié                                               | LHO                                                         |                                                             |
| 2016   | Pierre-Luc Dubois                                           | Screaming Eagles du Cap-Breton                              | LHJMQ                                                       |                                                             |
| 2017   | Nolan Patrick                                               | Wheat Kings de Brandon                                      | LHOu                                                        |                                                             |
| 2018   | Andrei Svechnikov                                           | Colts de Barrie                                             | LHO                                                         |                                                             |
| 2019   | Bowen Byram                                                 | Giants de Vancouver                                         | LHOu                                                        |                                                             |
| 2020   | Alexis Lafrenière                                           | Océanic de Rimouski                                         | LHJMQ                                                       |                                                             |
| 2021   | Saison annulée dans la LHO et séries annulées dans la LHOu. | Saison annulée dans la LHO et séries annulées dans la LHOu. | Saison annulée dans la LHO et séries annulées dans la LHOu. | Saison annulée dans la LHO et séries annulées dans la LHOu. |
| 2022   | Shane Wright                                                | Frontenacs de Kingston                                      | LHO                                                         |                                                             |
| 2023   | Connor Bedard                                               | Pats de Regina                                              | LHOu                                                        |                                                             |
| 2024   | Cayden Lindstrom                                            | Tigers de Medicine Hat                                      | LHOu                                                        |                                                             |